# Jung Jin-Sun
Jung Jin-Sun (født 24. januar 1984) er en sydkoreansk fægter.  Han repræsenterede Sydkorea under Sommer-OL 2012 i London, hvor han vandt bronze i mændens individuelle kårde.